# 電界放出
電界放出（または電界電子放出、Field Emission、FE）とは，物体表面に強い電界を加えることでポテンシャル障壁を薄くし，トンネル効果によって表面を抜けた電子を外部へ放出する現象のことである。
物質表面に電場が加わると、ショットキー効果によって仕事関数が減少する。
電場をさらに大きくし、表面近傍（10Å程度以下）の空間の仕事関数がフェルミ準位以下になると、トンネル効果によって金属内の電子が常温でも外部に放出される。
一般的に、電界放出は温度に依存しない。
電界放出による電流密度Jは、物質による定数C、D（Dは主に仕事関数により決まる）を用いて次のように表される。
{\displaystyle J=CE^{2}e^{-D/E}}